# سنت آلبرت
سنت آلبرت (به انگلیسی: St. Albert, Alberta) شهری در ایالت آلبرتا واقع در کشور کانادا است که مساحت آن ۳۵٫۰۴ کیلومتر مربع است و جمعیت آن در سرشماری سال ۲۰۰۶ میلادی، ۵۷٬۷۱۹ نفر بوده‌است. تراکم جمعیتی سنت آلبرت، ۱٬۶۴۷ نفر در هر کیلومتر مربع است.